# De Plasserwaard

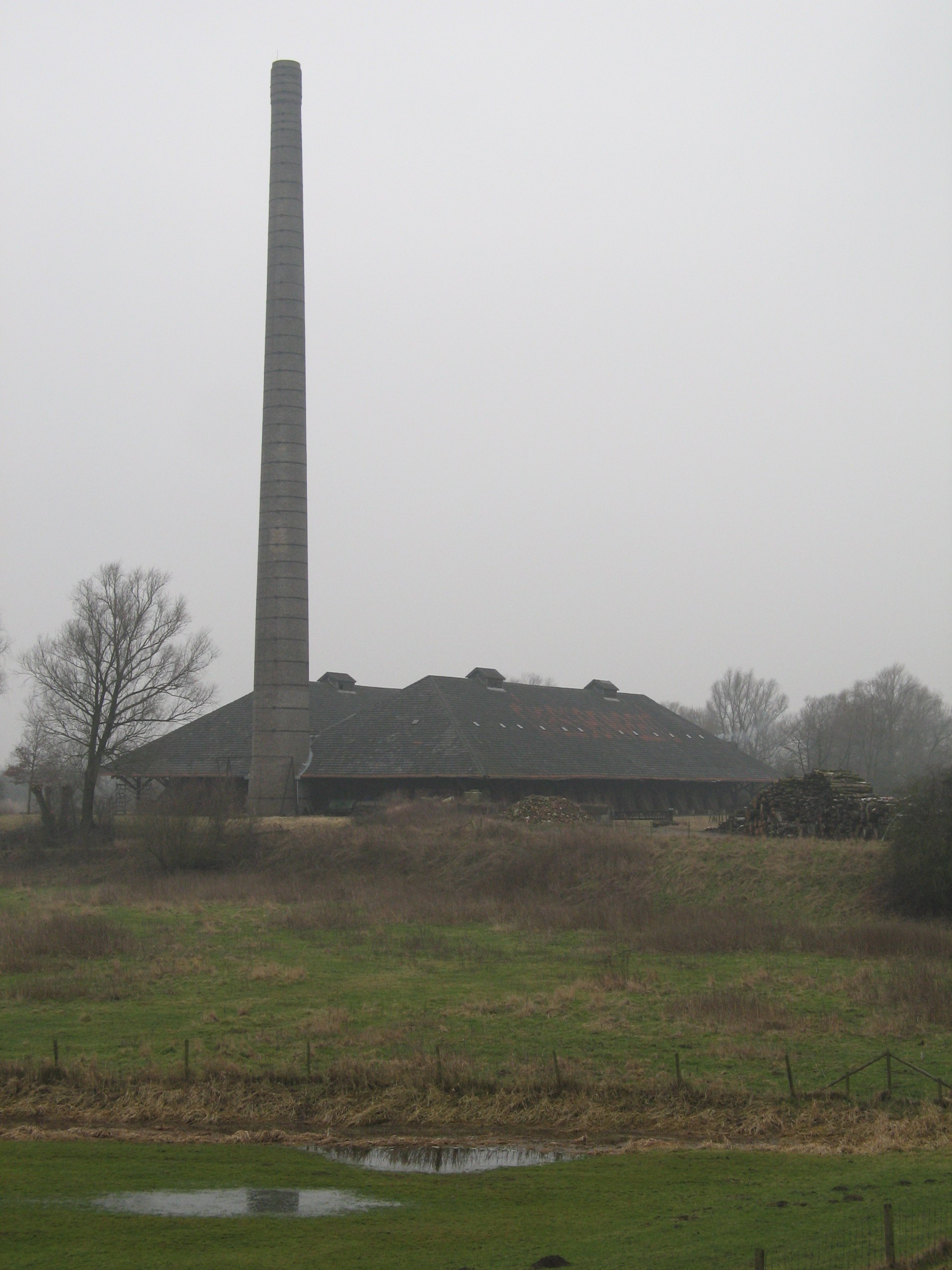
De Plasserwaard (februari 2010).

De Plasserwaard is een voormalige steenoven in de Nederlandse plaats Wageningen die tot 1980 in gebruik is geweest. 
Het gehele gebied tussen de Grebbedijk aan de noordzijde, de Nederrijn aan de zuidzijde, de weg van de Grebbedijk naar het Opheusdense Veer aan de westzijde, en de weg naar de steenfabriek aan de oostzijde, wordt als De Plasserwaard aangeduid.
In 1897 verzocht J.A. Leccius de Ridder de Wageningse gemeente toestemming voor het oprichten van een steenfabriek. De toestemming werd verleend en in 1899 werd een stoommachine van 12 pk geplaatst om een steenpers aan te drijven. Binnen enkele jaren groeide de fabriek uit tot de grootste van Wageningen. Tussen 1899 en 1901 zijn verder twee steenovens, een huis met stal, en vier huizen aan de Grebbedijk gebouwd door J.A. Leccius de Ridder. Vanaf 1902 ging het echter bergafwaarts met de fabriek en door de crisis van de jaren 20 werd de fabriek gesloten.
In 1930 liet D.L. Leccius de Ridder, de kleinzoon van J.A. Leccius de Ridder, een nieuwe steenoven bouwen. Deze klinkerkamerringoven werd ontworpen door A. van de Koppel en is 57x31 meter. Ook werd er een schoorsteen van circa 60 meter hoog gebouwd en een smalspoor aangelegd. In 1980 werd de fabriek definitief gesloten.
Na de sluiting ontstonden plannen voor het openen van een museum. Hier is het echter niet van gekomen. In 1987 werd de steenoven aangekocht door 3 particulieren. De 20 jaar hierna heeft de steenoven veel kleine bestemmingen gehad. Omstreeks 2003 verkreeg de steenoven de status van rijksmonument. In 2009 kreeg de steenoven een nieuwe woonbestemming, en eind 2009 werd een bouwvergunning verleend.
Enkele kilometers westelijk ligt de steenfabriek De Bovenste Polder.